# Григоровка (Кобелякский район)
Григоровка (укр. Григорівка) — село,
Дашковский сельский совет,
Кобелякский район,
Полтавская область,
Украина.

## Население
Население по переписи 2001 года составляло 68 человек.

## Географическое положение
Село Григоровка находится в 4 км от дельты реки Ворскла, в 1,5 км от села Дашковка.
Через село проходит большой ирригационный канал.